# Тульская провинция
Тульская провинция — одна из провинций Российской империи. Центр — город Тула.
Тульская провинция была образована в составе Московской губернии по указу Петра I «Об устройстве губерний и об определении в оныя правителей» в 1719 году. Делилась на дистрикты (Дедиловский, Венёвский и др.). В состав провинции были включены города Тула, Алексин, Богородицк, Венёв, Дедилов, Епифань, Крапивна. По ревизии 1710 года в провинции насчитывалось 13,3 тыс. крестьянских дворов.
В ноябре 1775 года деление губерний на провинции было отменено.